# Saint-Silvain-Montaigut
Saint-Silvain-Montaigut är en kommun i departementet Creuse i regionen Nouvelle-Aquitaine i de centrala delarna av Frankrike. Kommunen ligger i kantonen Saint-Vaury som tillhör arrondissementet Guéret. År 2022 hade Saint-Silvain-Montaigut 193 invånare.

## Befolkningsutveckling
Antalet invånare i kommunen Saint-Silvain-Montaigut
Referens:INSEE